# Wacław Boreyko
Wacław Boreyko herbu Boreyko, inna forma nazwiska: Borejko, (ur. 16 kwietnia 1764 w Samostrzałach, Rejon korzecki, zm. 22 czerwca 1854 w Didowszczyźnie, dzisiejszy rejon fastowski) – polski prawnik, pisarz, pamiętnikarz i architekt zieleni.

## Życiorys
Był synem podczaszego żytomierskiego Jana Pawła Boreyki z Knerut (cześnika żytomierskiego), i jego żony Anny z Małyńskich. Po ukończeniu (1782) kolegium Pijarów w Międzyrzeczu Koreckim otrzymał tytuł magistra prawa, pełnił funkcję marszałka szlachty powiatu rówieńskiego. W tym okresie praktykował przy palestrze żytomierskiej, jednocześnie pełniąc funkcję dependenta mecenasa Józefa Borowieckiego oraz pracując przy Trybunale Lubelskim. Był przewidziany na delegata z województwa kijowskiego na sejm roku 1786. Ponadto był projektantem terenów zielonych, jego autorstwa są liczne parki przypałacowe na terenie Kijowszczyzny. W roku 1805 nabył dobra ziemskie w Wysocku, wokół pałacu zaprojektował imponujący park. Z jego pomocy korzystał dyrektor krzemienieckiego ogrodu botanicznego Willibald Besser.

## Twórczość pisarska
Swoje wspomnienia spisał w postaci pamiętników wydanych drukiem w roku 1845, jego porady prawne ukazywały się na łamach "Nowego Kalendarza" (ukazującego się w latach 1832-1900).

### Pamiętniki i artykuły
1. Pamiętniki domowe, Pamiętnik Pana Wacława Borejka (1845), zebrane i wydane przez Michała Grabowskiego (1804-1863)
2. Pamiętniki o Wołyniu, fragmenty ogł. M. Grabowski, "Tygodnik Petersburski" 1844 nr 37-38; część pt. Pamiętnik... O obyczajach i zwyczajach ogł. M. Grabowski w: Pamiętniki domowe zebrane i wydane przez..., Warszawa 1845, s. 1-70; fragmenty przedr. "Ondyna Druskienickich Źródeł" 1846, zeszyt 3, s. 3-26; rękopis całości, własność M. Grabowskiego zaginął; rękopis-kopia (podstawa druku w Pamiętnikach domowych...) w Bibliotece Jagiellońskiej sygn. 6608 II.

Artykuł Boreyki O wychowaniu dzieci ogłosił pośmiertnie "Nowy astronomiczno-gospodarski i domowy kalendarz" J. Czecha na r. 1859.

### Listy i materiały
1. Korespondencja z lat 1808-1832, dotycząca urzędowania Boreyki w komisji sądowo-edukacyjnej, rękopisy w Bibliotece Krasińskich, (inform. M. Hornowska: Rękopisy Bibliotek Ordynacji Krasińskich, Warszawa 1930, s. 161-233
2. Do Hieronima Staniewicza z roku 1830, rękopis: Biblioteka Jagiellońska sygn. 6340 IV
3. Od T. Czackiego 35 listów z lat 1804-1812, rękopis: Ossolineum sygn. 4962/II.

## Opracowania nt. Boreyki
1. M. Grabowski: (Wstęp do) Pamiętnik... O obyczajach i zwyczajach w: Pamiętniki domowe, Warszawa 1845
2. T. J. Stecki: Wołyń pod względem statystycznym t. 1, Lwów 1864, s. 163
3. M. Rolle: Ateny wołyńskie, Lwów 1898; wyd. 2 Lwów 1923
4. M. Hornowska: "Polski słownik biograficzny", t. 2 (1936).